# Zbiór skierowany
Zbiór skierowany – pojęcie teorii mnogości i teorii porządku; rodzaj zbioru z relacją dwuczłonową: (A, ≤ ). Nazywa się go skierowanym, jeśli jednocześnie spełnione są dwa warunki:
- relacja ta jest praporządkiem, czyli jest zwrotna i przechodnia;
- dla wszelkich x, y ∈ A istnieje takie z ∈ A, że x ≤ z oraz y ≤ z.

Gdy A jest rodziną zbiorów, która jest zbiorem skierowanym ze względu na relację inkluzji, to A nazywana bywa rodziną skierowaną. Zbiory skierowane wykorzystywane są w konstrukcji ciągów uogólnionych.

## Przykłady
- Zbiór niezerowych liczb naturalnych z relacją podzielności jest zbiorem skierowanym: dla dowolnych liczb naturalnych x, y iloczyn z = xy dzieli się zarówno przez x jak i y.
- Rodzina wszystkich skończonych podzbiorów zbioru liczb całkowitych jest rodziną skierowaną. Istotnie, dla dowolnych skończonych zbiorów F i G odpowiednim zbiorem zawierającym je oba jest na przykład zbiór F ∪ G.
- Rodzina wszystkich przedziałów zbioru liczb rzeczywistych jest rodziną skierowaną.